# Angelika Kempfert
Angelika Kempfert (* 25. Oktober 1946 in Wetter (Ruhr)) ist eine deutsche Politikerin (CDU). Sie war von 2008 bis 2011 Staatsrätin in der Hamburger Behörde für Soziales, Familie, Gesundheit und Verbraucherschutz und war zuvor Mitglied der Hamburgischen Bürgerschaft.

## Leben
Angelika Kempfert studierte Pädagogik und Psychologie mit dem Abschluss Diplompädagogik. Sie promovierte 1994 und arbeitet danach als Familientherapeutin. Sie war beruflich in den Städten Hamburg, Berlin, Augsburg und Konstanz tätig. Neben ihrer beruflichen Arbeit ist sie seit 2006 Bundesvorsitzende der Deutschen Gesellschaft gegen Kindesmisshandlung und -vernachlässigung. Sie ist verheiratet und hat zwei Kinder.

## Politik
Angelika Kempfert ist seit 1998 Mitglied der CDU-Blankenese und saß für ihre Partei von 2004 bis 2008 in der Bezirksversammlung Altona.
Sie rückte während der 18. Wahlperiode im Oktober 2007 für Stefan Kraxner in die Hamburgische Bürgerschaft nach und war Mitglied im Eingabenausschuss. Nach der Wahl im Februar 2008 wurde sie erneut Mitglied des Parlaments. Sie zog über den Wahlkreis Blankenese in das Parlament ein. Aufgrund ihrer Berufung zur Staatsrätin in der Behörde für Soziales, Familie, Gesundheit und Verbraucherschutz legte sie ihr Bürgerschaftsmandat nieder.